# Anne Lister
Pour les articles homonymes, voir Lister (homonymie).
Anne Lister, née le 3 avril 1791 à Halifax (Yorkshire) et morte dans le Caucase le 22 septembre 1840, est une femme de lettres et exploratrice anglaise. Elle est connue au Royaume-Uni et en France pour des raisons totalement différentes : dans son pays, pour sa personnalité, son journal et sa réputation de première lesbienne moderne ; en France, pour avoir réalisé la première ascension officielle du Vignemale.

## Biographie

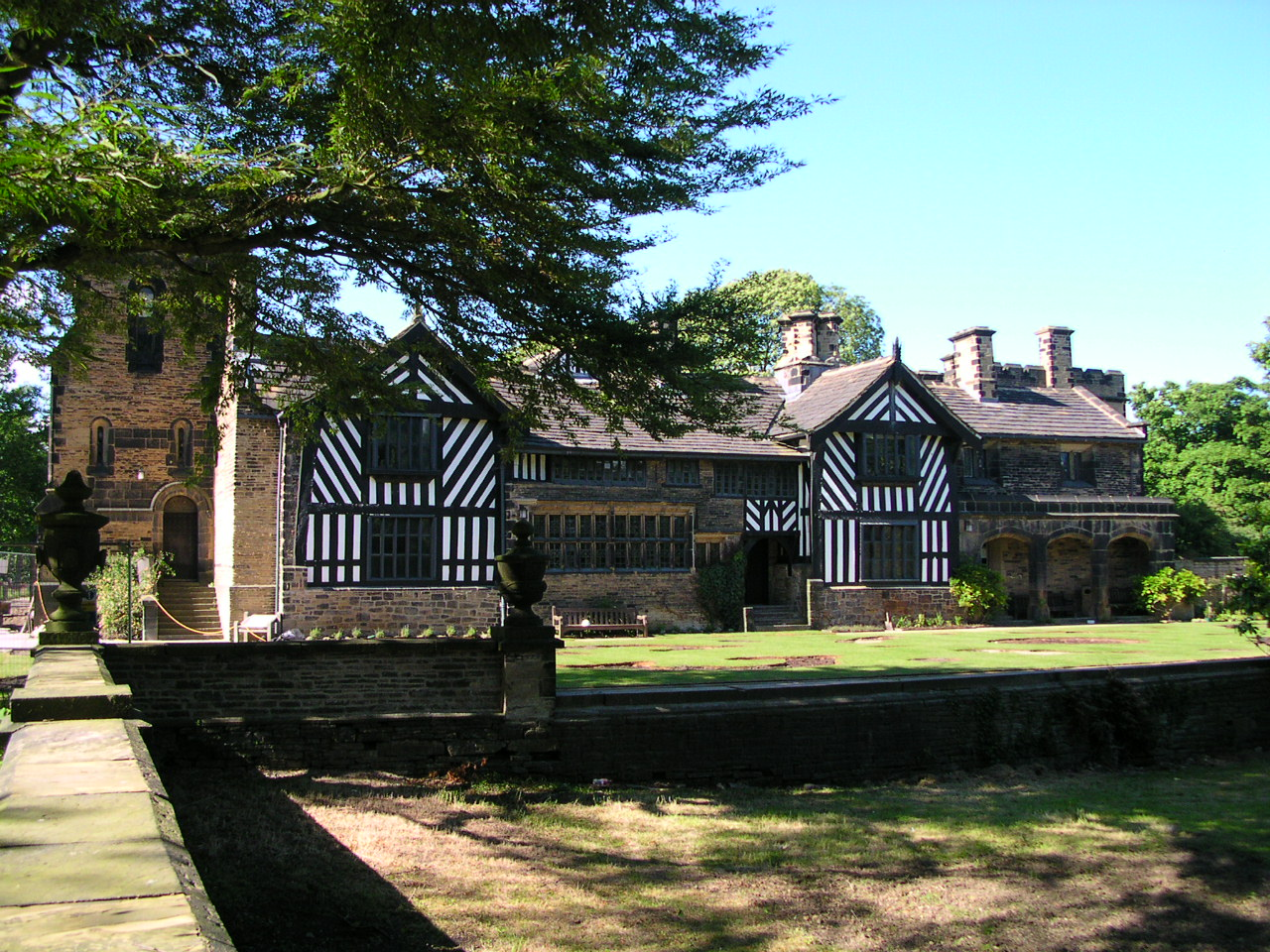
La façade de Shibden Hall

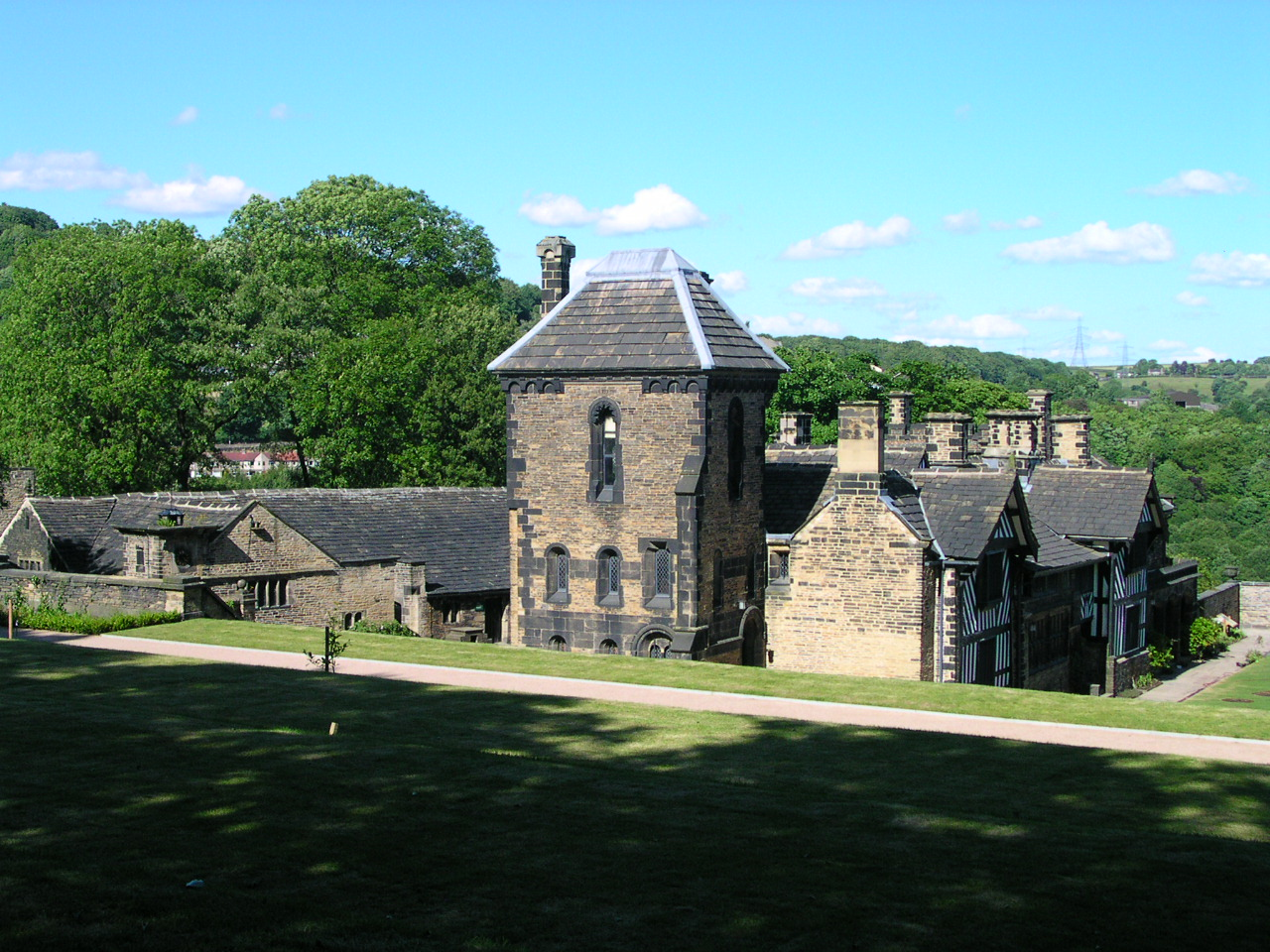
Le manoir de Shibden Hall

Elle est la fille de Rebecca Battle et de Jeremy Lister (1752-1836) . Elle a quatre frères et une sœur. Ses frères meurent en bas âge, et le dernier se noie dans un accident de bateau en Irlande, en 1813. Anne est placée à quatorze ans au Manor Boarding School, à York, un pensionnat de jeunes filles. L'année suivante, en 1806, elle y rencontre son premier amour, Eliza Raine. Cet épisode est l'objet du roman d'Emma Donoghue, Une fille j’ai embrassée.
De 1813 à environ 1828, Anne Lister a une liaison avec Marianne Percy Lawton, qu'elle a rencontrée à York. Cette relation amoureuse se poursuit après le mariage de Marianne avec Charles Lawton. Marianne Percy appelle Anne Lister « Fred » et Anne Lister raconte dans son journal intime avoir défloré Marianne lors d'un rapport sexuel après qu'elle se fut mariée avec Charles Lawson, pour « leur plus grande satisfaction à toutes deux »,,.
À la même époque, Anne Lister entretient également des relations avec d'autres femmes : Mrs Barlow, rencontrée à Paris, Isabelle Norcliffe, ainsi qu'une autre femme masculine dénommée Miss Pickford.

### Masculinité
Anne Lister, bien qu'elle s'habille comme une femme, adopte des comportements caractéristiques de la masculinité. Elle marche de façon masculine, a une apparence androgyne bien qu'elle porte des jupes, et elle est fréquemment prise pour un homme dans la rue ou en société, ce qui lui vaut des regards, des remarques et des humiliations en public. Elle se permet d'adopter un comportement masculin, voire viril, parce qu'elle est aristocrate et que ce statut la protège, contrairement aux femmes de la classe ouvrière, qui pour adopter de tels comportements sont obligées de se travestir. On peut rapprocher sa situation des Female husbands, appellation désignant des personnes nées de sexe féminin et qui changent d'identité de genre pour épouser d'autres femmes.

### Shibden Hall
Par la suite, ses parents ayant des possibilités de logement limitées, Anne préfère rendre visite à son oncle James et sa tante Anne (frère et sœur, tous deux célibataires), dans leur propriété de Shibden Hall, à proximité immédiate de Halifax. Jouant de son charisme et de ses indéniables compétences administratives pour gérer le domaine, elle parvient à se le faire léguer à la mort de James, en 1826. Néanmoins elle doit attendre la mort de son père et de sa tante Anne en 1836 pour pouvoir toucher l'intégralité des revenus. Cette limitation temporaire de ses moyens financiers l'incite en premier lieu à intensifier la gestion assez complexe du domaine (notamment en activant les micro-puits de mines de charbon qui y sont présents) et en deuxième lieu à séduire sa voisine, la riche héritière Ann Walker avec qui elle contracte un « mariage » clandestin qui lui permet d'augmenter considérablement son champ de gestion ainsi que ses revenus.
Désormais, possédant une fortune confortable et gérant ses biens avec une grande rigueur, Anne Lister peut mener sa vie comme elle l'entend.
À partir de 1806, elle tient un journal qui remplit vingt-quatre volumes, dont certaines parties (environ un sixième) sont écrites dans un code chiffré : Anne Lister est, encore aujourd'hui, considérée comme la « première lesbienne moderne ». Pour autant que l'y autorisent les règles de la société de l'époque, elle assume pleinement son homosexualité, malgré le harcèlement et les vexations dont elle est victime. Elle avoue ouvertement son admiration pour les Dames de Llangollen, deux femmes de la bonne société anglo-irlandaise qui avaient à la fin du XVIIIe siècle, défrayé la chronique par leur amitié littéraire, romantique et saphique. Les mineurs de Halifax ne tardent pas à surnommer la maîtresse de Shibden Hall « Gentleman Jack » ce qui fait allusion à sa masculinité tant vestimentaire (elle s'habille en noir et ne sacrifie rien aux fanfreluches de la mode féminine de l'époque) que de mœurs (elle n'hésite pas à parcourir de jour ou de nuit à grandes enjambées son domaine, ce qui est considéré comme peu compatible avec le statut d'une dame de la gentry). Elle multiplie les aventures, qu'elle ne se fait pas faute de relater dans son journal, dans son écriture codée. Du reste ce journal n'a jamais été destiné à la publication. Mais Anne Lister s'impose aussi un programme d'études rigoureux, s'intéresse à tout, et ne recule devant aucune des activités réservées habituellement aux hommes.
Passionnée par les voyages, elle va en Italie, en Belgique, aux Pays-Bas, au Danemark, en Scandinavie, dans les Alpes, et dans les Pyrénées françaises et espagnoles. Elle n'hésite pas à s'écarter des routes touristiques pour aller visiter des orphelinats, des prisons, des usines ou des mines, s'intéressant à la politique, à l'industrie, aussi bien qu'à la botanique.
Elle se rend à Paris pour la première fois avec sa tante, en 1819. Elle y revient en 1824 pour perfectionner son français, mais aussi pour soigner une maladie vénérienne.
Elle fait un premier voyage dans les Pyrénées en août 1830. Avec le guide Charles, elle fait l'ascension du mont Perdu : c'est la première féminine de ce sommet.
En 1832, elle rencontre et vit désormais avec Ann Walker, une riche héritière avec laquelle elle restaure Shibden Hall, et avec laquelle elle célèbre un mariage non officiel, échangeant des alliances.
En 1839, après sa première au Vignemale, Anne Lister et Ann Walker s'embarquent pour la Russie. Elles visitent Saint-Pétersbourg, trop occidentale au goût d'Anne, puis Moscou. En 1840, à Koutaïssi, au pied du Caucase, en Géorgie, Anne est prise d'une forte fièvre et meurt, le 8 août. Elle projetait de continuer son périple vers le Moyen-Orient et de gravir le mont Ararat. Ann Walker met sept mois à ramener son corps embaumé, d'abord à Moscou, puis en Angleterre, et le faire inhumer dans l'église paroissiale Sainte-Anne de Southowram, près d'Halifax. Alan Bray, un de ses biographes, voit dans cette démarche le témoignage d'un amour profond, le désir qu'Anne repose auprès de ses ancêtres (surtout de James et Anne, ses oncle et tante), et aussi le désir pour Ann Walker de reposer elle-même plus tard aux côtés de sa femme. Ann Walker reste à Shibden Hall, jusqu'à ce que sa sœur et son beau-frère, le capitaine Sutherland, la fassent interner dans un asile d'aliénés, où elle meurt en 1854.
La notoriété d'Anne Lister est à double face : personnalité du monde homosexuel — et littéraire — en Grande-Bretagne, figure essentielle du pyrénéisme en France, ces deux aspects étant rarement évoqués ensemble (bibliographie et filmographie sont éloquentes à cet égard).

## Les Pyrénées et la conquête du Vignemale

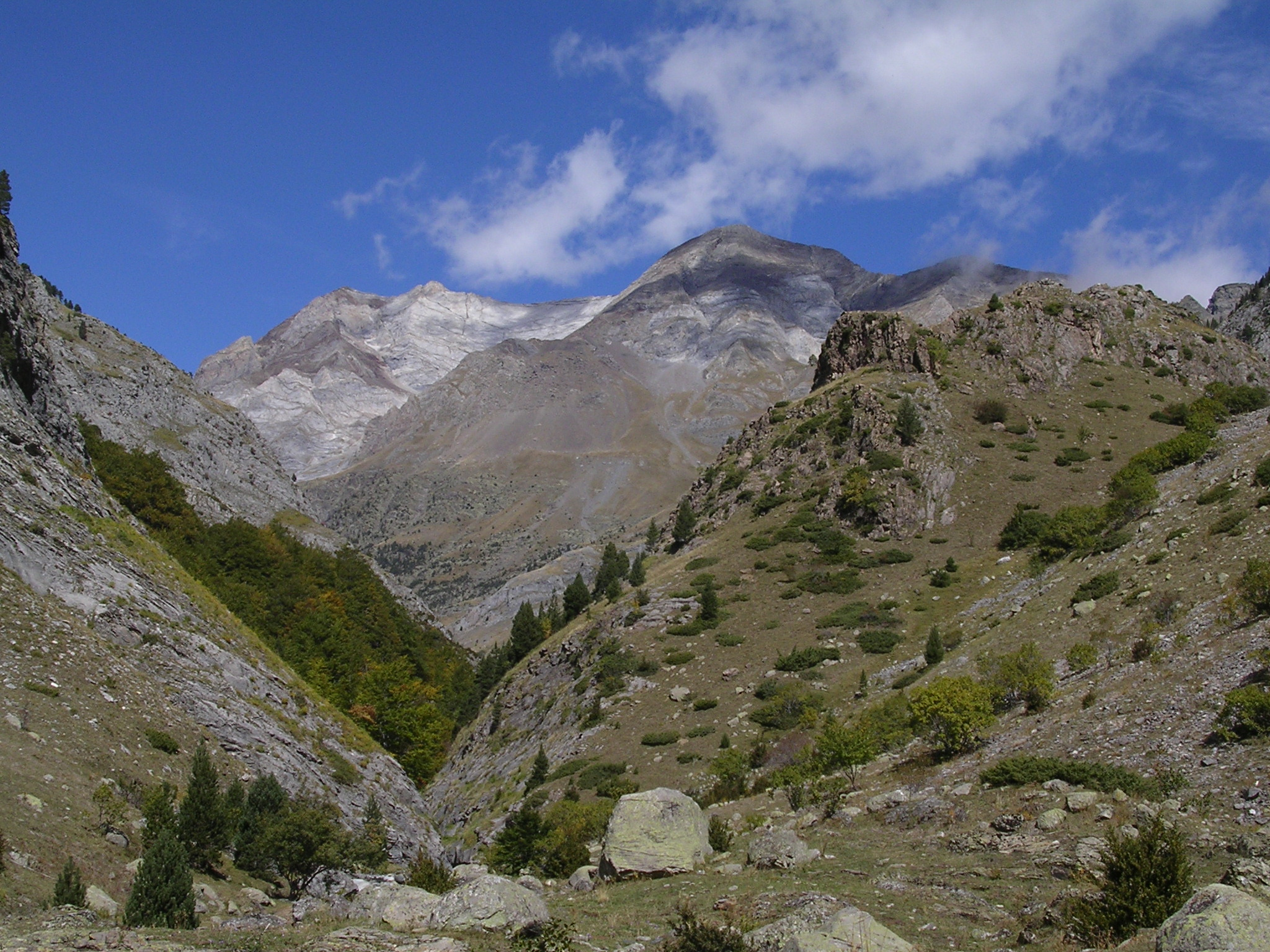
Le massif du Vignemale, vu du sud (vallée d'Ordiso)

Le 24 août 1830, elle fait l'ascension du mont Perdu, par la brèche de Roland, avec les guides Jean-Pierre Charles et Étienne, puis descente par la vallée d'Ordesa jusqu'à Torla, et remontée au port de Boucharo où Étienne, qui était allé chercher des chevaux, les attend pour rentrer à Luz, par Héas. C'est un début remarquable : elle est la première femme à atteindre ce sommet. Anne Lister visite ensuite Cauterets, Luchon, Bagnères-de-Bigorre.
En 1838, elle revient dans les Pyrénées, pour accompagner Ann Walker qui doit séjourner à Luz-Saint-Sauveur pour raison de santé. Installée à Luz, comme la première fois, elle reprend son guide Jean-Pierre Charles, ainsi que Jean-Pierre Sajous (ou Sanjou), pour randonner à cheval. Le 24 juillet, du sommet du Pic du Piméné, elle voit le Vignemale, éprouve l'envie de conquérir cette cime, mais l'accès lui en paraît impossible à cause de l'imposant glacier. Cependant, elle ne renonce pas pour autant. Elle va à Gèdre pour rencontrer Henri Cazaux, un des premiers à avoir, avec son beau-frère Guillembet, atteint le sommet, et elle l'engage. À ce moment, un concurrent sérieux se présente, Napoléon Joseph Ney, qui a la même intention et qui, lui aussi, engage Cazaux. Mise au courant, et en dépit du mauvais temps, Anne Lister décide de partir sur-le-champ.
Le 6 août, la caravane, formée de Anne Lister, Cazaux, Guillembet, Charles et Sajous, part vers la cabane de Saoussat-Debat, où elle passe la nuit. À deux heures moins le quart, le groupe repart par le versant espagnol, franchit le col entre le pic de Cerbillonna et le pic Central, nommé depuis « col Lady Lister » (bien que Miss Lister ne soit pas une Lady), et ils atteignent le sommet de la Pique-Longue à 13 heures. Si les premiers vainqueurs sont douteux (un berger inconnu a probablement dressé une tourelle sur la Pique Longue, à la demande d'un officier géodésien, des années avant Cazaux et Guillembet), Anne Lister, à 47 ans, est la première femme, et première « touriste », à conquérir officiellement le Vignemale. Après avoir écrit son nom et celui de ses guides sur un papier glissé dans une bouteille, l'expédition reprend la descente. Ils ne dorment que deux heures à la cabane de Saoussat, car Cazaux doit repartir le lendemain avec Ney. Ils arrivent à Gavarnie à 13 heures, le mercredi 8 août.
Le 11, Ney, son frère Edgar Ney, un domestique, avec les guides Cazaux, Guillembet, Vincent, Baptiste Bareilles, Jean Marie, arrivent au sommet. Guillembet, envoyé en avant, a fait disparaître la bouteille laissée au sommet et Cazaux peut affirmer que « Lady » Lister a abandonné en cours de route, et que le prince est donc le vainqueur. Anne Lister, qui a passé quelques jours en Aragon, apprend la chose par Charles. Furieuse, elle va consulter un avocat à Tarbes, puis va s'expliquer avec Cazaux, qui ne fait aucune difficulté pour avouer la vérité devant témoins (il a agi ainsi par intérêt, le prince ne l'aurait pas engagé s'il n'avait pas été sûr d'être le premier au sommet), et lui fait écrire un certificat qui rétablit les faits :
« Je soussigné, Henri Cazaux, demeurant à Gédre, déclare pour rendre hommage à la vérité, que le sept du mois d'août, j'ai servi de guide à Madame Ann Lister de Shibden Hall pour l'ascension qu'elle a faite le-dit jour. Elle avait avec elle deux autres guides qu'elle avait pris à Luz, Jean-Pierre Charles et Jean-Pierre Sajous. Je certifie que tous ensemble nous sommes parvenus à la pointe la plus élevée du Vignemale et que, à ma connaissance, personne d'autre n'a jamais monté si haut. En preuve d'ascension, il a été dressé une espèce de colonne en pierres dans le milieu de laquelle nous avons mis une bouteille renfermant un papier que madame Lister a écrit la date du sept août, ses noms et les noms de ses guides ; cette preuve matérielle durera longtemps si quelque autre voyageur aussi intrépide que Madame Lister ne va détruire ce petit monument. En foi de quoi, à Gèdre, le 17 août 1838. Signé en présence de Cazaux Henri, Alambon, Jean-Pierre Charles et Jean-Pierre Sajous, soussignés, attestent la vérité des faits rapportés dans la déclaration ci-dessus. »
Anne Lister n'est pas femme à laisser passer une injustice. Elle écrit dans son journal :
« Je ne fais pas les ascensions pour la gloire, je les fais pour mon plaisir. Et puis la gloire, qu'est-ce que c'est pour moi ? Qu'est-ce qu'elle est pour n'importe qui ? C'est un éclair fourchu qui frappe là où il tombe. Mais mon objet actuel est tout autre : enlever à ce prince prétentieux le laurier que Cazos lui a décerné, rendre hommage à la vérité. C'est tout ce que je désirais, car je ne suis pas portée à me laisser traiter ainsi. »
Ney publie le récit de son ascension en omettant soigneusement ce détail. La voie qu'il a empruntée, aujourd’hui peu fréquentée car longue et assez fastidieuse (on redoutait alors la voie dite « normale » passant par le glacier d’Ossoue) est toujours la voie du Prince de la Moscowa. Beraldi (Cent ans aux Pyrénées) lui-même, d'ordinaire bien renseigné, cite à peine Lady Laster ou Lady Lyster et se perd en conjectures sur l'identité de Cazaux, ou Cantouz, ou Gazas, ou Cazos.

## Les journaux d'Anne Lister
Cette œuvre abondante, tombée dans l'oubli car les volumes manuscrits étaient restés à Halifax et pratiquement illisible dans ses parties codées, n'était pas destinée à la publication. Il y a peu de phrases formées, l'ensemble est rédigé à la hâte, sans souci de mise en forme. En 1967, une descendante d'une famille de Halifax, Vivien Ingham, découvre le manuscrit et s'y intéresse. Elle projette d'écrire un article pour l'Alpine Journal, concernant les récits d'ascensions d'Anne Lister, et un autre, plus général et plus détaillé, pour la Halifax Antiquarian Society. Mais son décès prématuré en 1969 met fin à l'entreprise, quoique les articles aient été publiés.
Quelques années plus tard, Helena Whitbread assure la transcription et la publication du journal, sous le titre I Know my own Heart : the Diaries of Ann Lister, 1791-1840.
En 2011, les journaux d'Anne Lister sont inscrits au registre du programme Mémoire du monde de l'UNESCO . La citation du registre indique que, même s’il s’agit d’un compte rendu précieux de l’époque, c’est « le compte rendu complet et douloureusement honnête de la vie lesbienne et les réflexions sur sa nature qui ont toutefois rendu ces journaux uniques. Elles ont façonné et continuent de façonner l'orientation des études britanniques sur le genre et de l'histoire des femmes. »
Au-delà de la biographie, c'est un document important sur la vie et la société du début du XIXe siècle, et le parcours d'une femme qui assume et met en pratique son indépendance. S'il n'y a pas de revendication politique ni de remise en question de la société, Anne Lister n'en est pas moins en avance sur son temps.

## Plaque commémorative

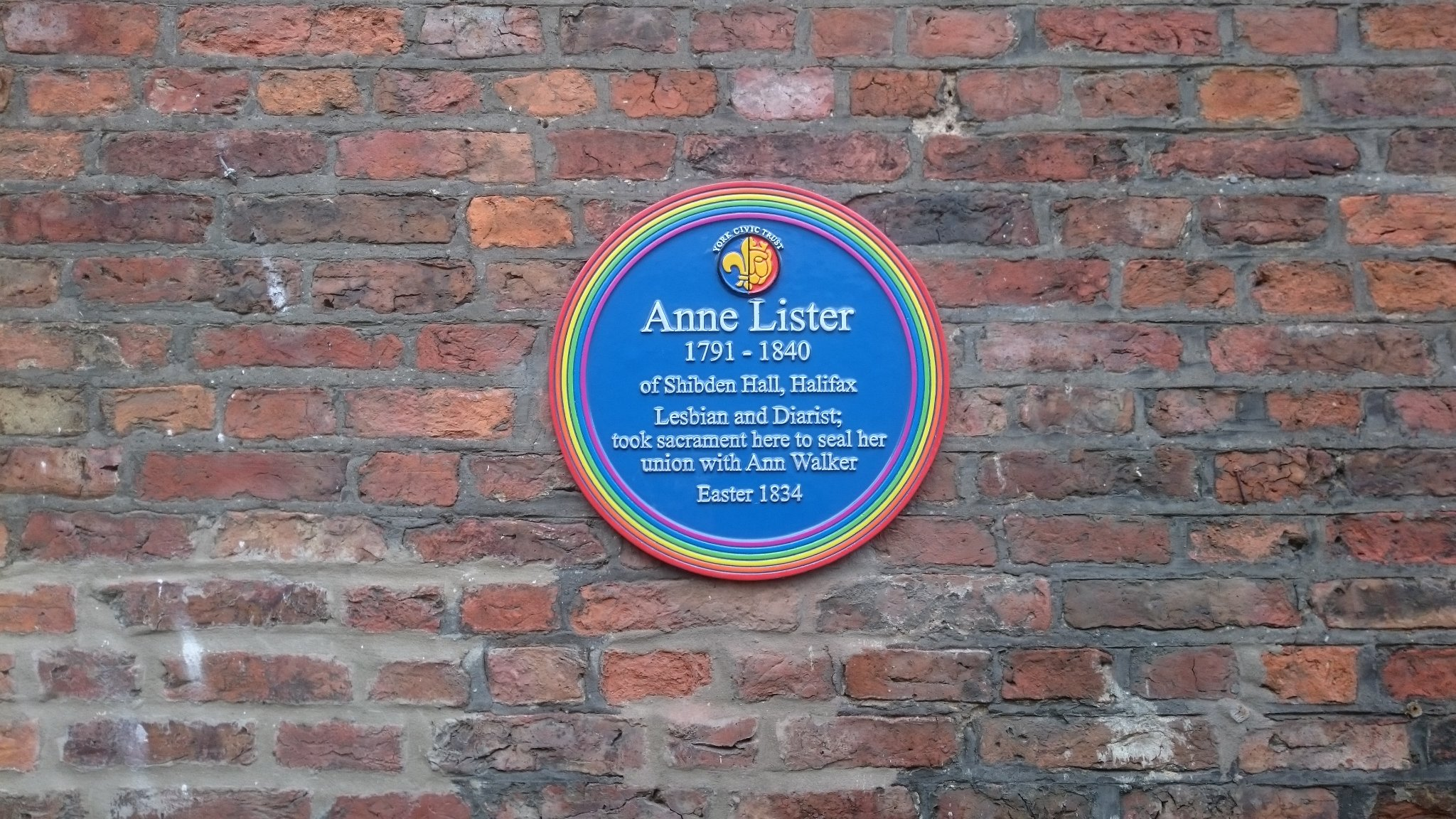
La plaque arc-en-ciel à York, Royaume-Uni, dédiée à Anne Lister, mai 2019.

En 2018, une plaque commémorative est apposée dans la Holy Trinity Church de York, portant l'inscription : « Anne Lister. Entrepreneuse non conforme au genre. A célébré son engagement matrimonial, sans reconnaissance légale, avec Ann Walker dans cette église. Pâques 1834 ». L'inscription ayant été critiquée pour passer sous silence l'orientation sexuelle de Lister, la plaque est remplacée en 2019 par une autre portant l'inscription « Anne Lister 1791-1840 de Shibden Hall, Halifax / lesbienne et autrice de journaux intimes, a communié ici pour sceller son union avec Ann Walker / Pâques 1834 ».

## Filmographie
Anne Lister figure dans un film tourné en vidéo en 2008-2009, consacré au Vignemale, par René Dreuil (premier volet : Les découvreurs).
En Grande-Bretagne, le réalisateur James Kent a tourné un film de 90 min, diffusé au printemps 2010 par la chaîne BBC 2: The Secret Diaries of Miss Anne Lister, avec Maxine Peake dans le rôle-titre.
Matthew Hill a réalisé en 2010 un documentaire pour la BBC, présenté par l’actrice et réalisatrice Sue Perkins : Revealing Anne Lister.
En 2019 sort la série Gentleman Jack de Sally Wainwright, produite par HBO, où le rôle d'Anne Lister est joué par Suranne Jones. La première saison en huit épisodes couvre la période 1832-1834 de la vie d'Anne Lister. Une deuxième saison en huit épisodes couvre les années suivantes.

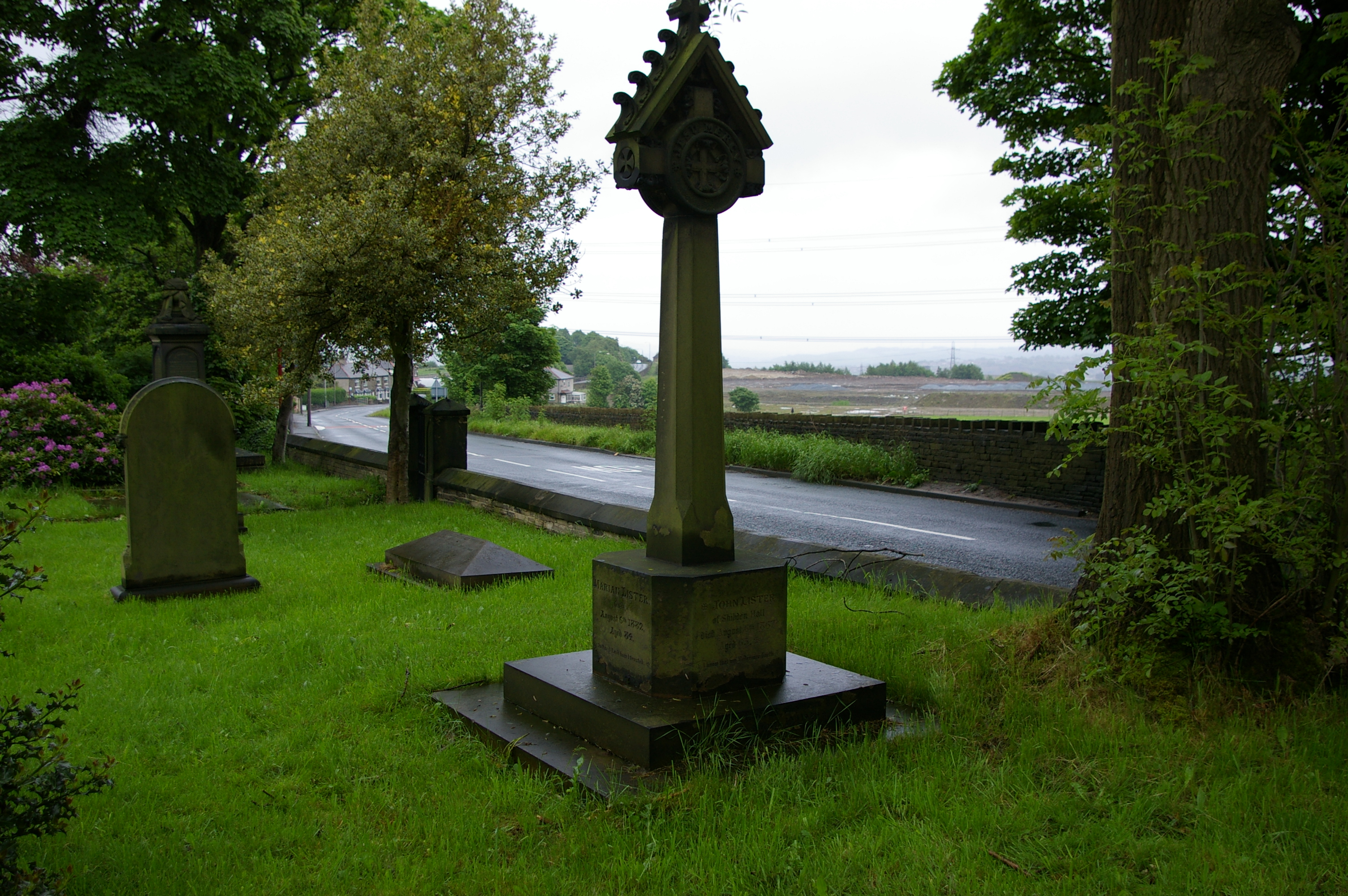
La tombe familiale des Lister

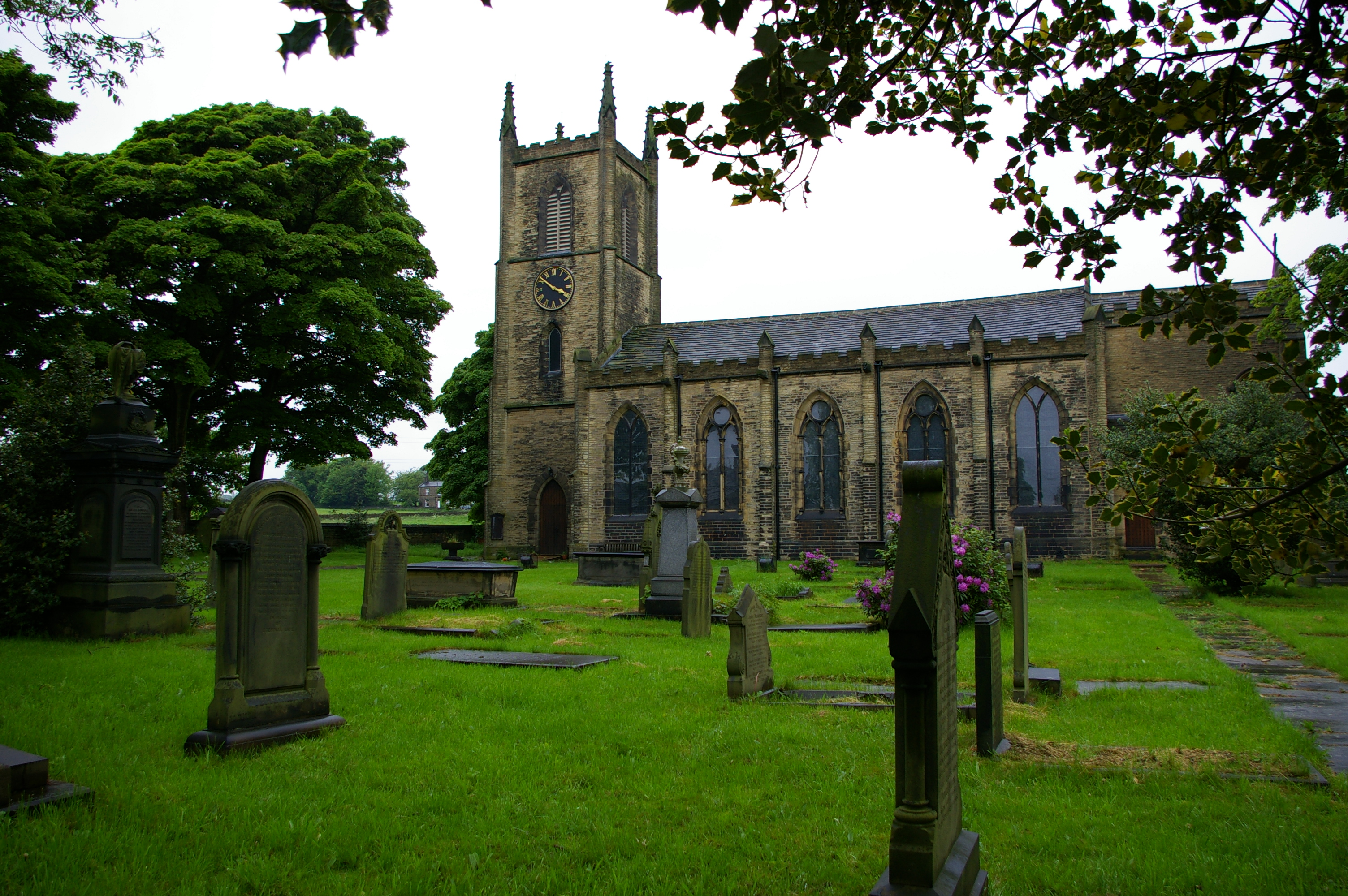
Église St Anns de Southowram, West Yorkshire, où est enterrée Anne Lister.